# Весте (Нижняя Саксония)
Весте (нем. Weste) — община в Германии, в земле Нижняя Саксония.
Входит в состав района Ильцен. Подчиняется управлению Бефензен. Население составляет 995 человек (на 31 декабря 2010 года). Занимает площадь 25,27 км².
Коммуна подразделяется на 7 сельских округов.